# Salix alaxensis
Salix alaxensis — вид чагарникових рослин родини Вербові (Salicaceae), поширений у Сибіру й Північній Америці, інтродукований до Ісландії.

## Опис
Ця рослина є чагарником або деревом заввишки 1–7(9) м. Діаметр стовбура до 18 см. Молода гладка сіра кора стає борознистою і лускатою з віком Гілки жовто-коричневі або червоно-коричневі, не сизі, голі або ворсисті; гілочки сіро-коричневі або червоно-коричневі, майже безволосі або ворсисті. Листя: прилистки листоподібні, 3–23 мм, верхівки від загострених до гострих; черешки від опуклих до плоских або неглибоко рифлених зверху, 3–20 мм, запушені зверху; найбільші листові пластини 50–110 × 13–35 мм, у 2–4 рази довше ширини, основи клиноподібні або опуклі, краї цілі або городчаті, низ шерстистий, верх тьмяний слабо або помірно ворсистий; юні листки з червонуватими або жовтувато-зеленими пластинами (колір часто затемнюється волосками), дуже щільно шерстисті на нижній поверхні, волосся біле. Сережки квітнуть до того як з'являються листки; тичинкові — товсті 23–55 × 13–27 мм, маточкові — щільно квіткові, від струнких до товстих, 33–103 × 8–22 мм; квіткові приквітки коричневого або чорного кольору, (1.5)2–2.5 мм, вершини від гострих до опуклих, знизу бідно волохаті. Тичинкові квітки: нектарники від вузько довгастих до довгастих, 0.5–1.4 мм; пиляки фіолетові й жовтіють, довго-циліндричні, 0.6–0.9 мм. Маточкові квіти: нектарники вузько довгасті, 0.6–1.6 мм. Капсули 4–5 мм.

## Відтворення
Насіння має пухнастий шар волокон, що допомагає йому поширитися за допомогою вітру і рухомої води. Насіння залишається життєздатним протягом тижня, але проростає за 24 години після потрапляння до вологого ґрунтового субстрату. Насіння легко не проростає на сухих ґрунтах або лісовій підстилці. Рослина в основному відтворюється статевим шляхом, за допомогою насіння, але також може відтворюватися вегетативно.

## Поширення
Азія (східний та північний Сибір); Північна Америка (Канада, Аляска (США)). Вид інтродукований до Ісландії. Зростає вздовж річок, струмків і озер. Також росте в лісовому середовищі існування, але не терпить тіні, тому тримається відкритих майданчиків. Оскільки проростає швидко, легко колонізує порушені середовища проживання. Ця рослина адаптована до вогню і може відновитися після того, як надземні частини згорять. Вітром підхоплене насіння може приземлитися на обпалений ґрунт і колонізувати територію.

## Використання
Ця рослина використовується для відновлення довкілля і рекультивації порушених ділянок. Корінні американці використовували частини верб, у тому числі цього виду, в лікувальних цілях, для плетіння кошиків, щоб зробити луки і стріли, а також для створення пасток на тварин.
Лосі особливо люблять цю рослину. У деяких районах на півночі Аляски, ця рослина забезпечує 95% зимового корму для лосів. Заєць американський також полюбляє цю вербу. 

## Галерея

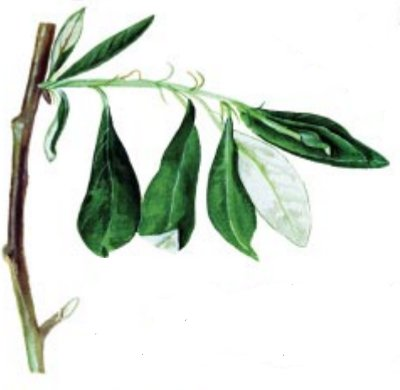
Галузка
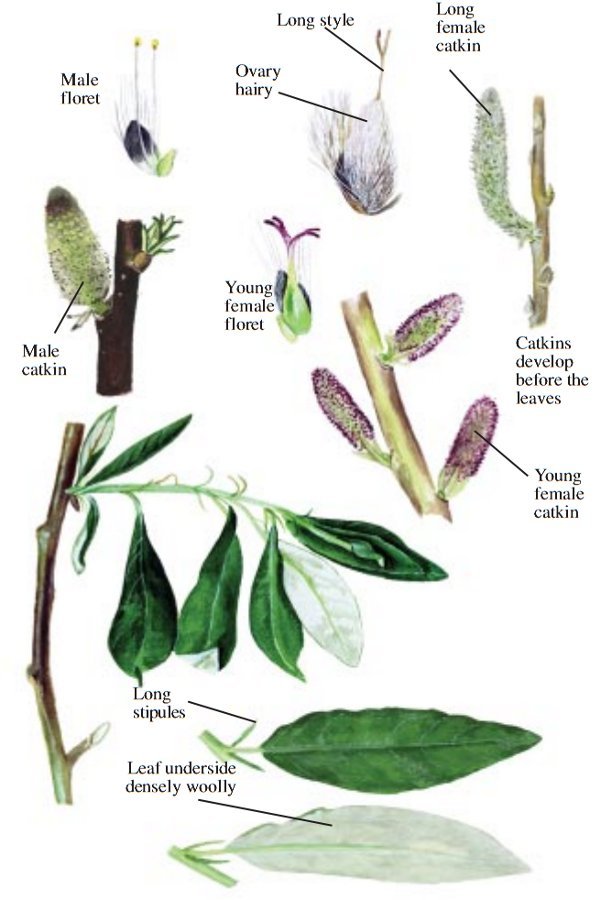
Морфологія
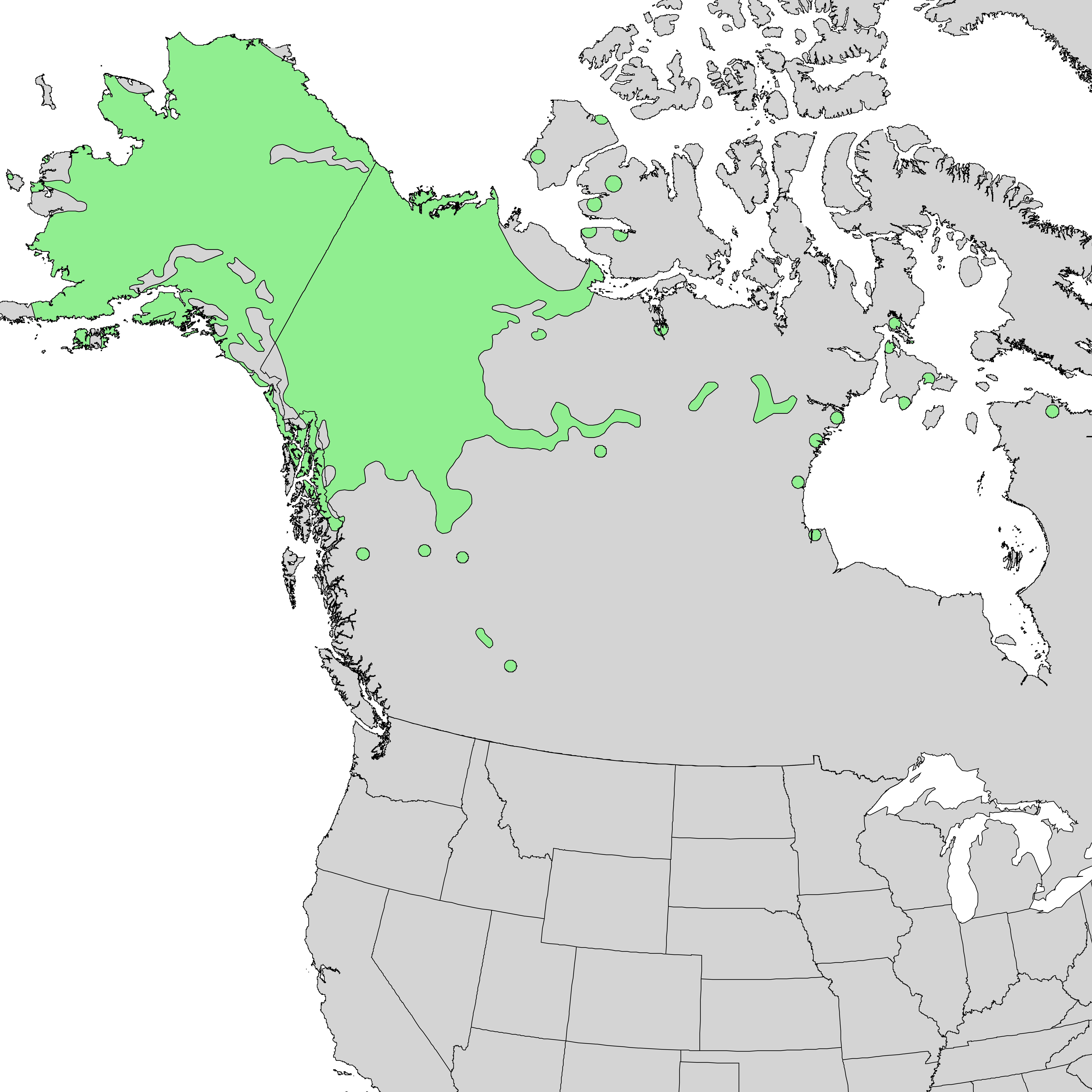
Поширення в Північній Америці
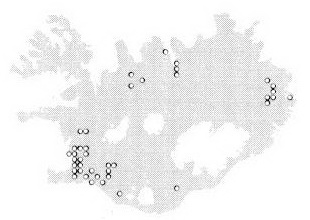
Поширення в Ісландії